# Antonio Vidal
Antonio Vidal (Alicante, 25 marzo 1923 – Alicante, 19 aprile 1999) è stato un calciatore spagnolo.
In attività giocava nel ruolo di attaccante. 
Fu acquistato dall'Atlético per una cifra record di 450 000 pesetas e vinse un campionato (1950).